# ジョン・ウッドハウス (第4代準男爵)
第4代準男爵サー・ジョン・ウッドハウス（英語: Sir John Wodehouse, 4th Baronet、1669年3月23日 - 1754年8月9日）は、イングランド王国出身の政治家。トーリー党に所属し、庶民院議員（在任：1695年 - 1698年、1701年 - 1702年、1705年 - 1708年、1710年 - 1713年）を務めた。

## 生涯
サー・トマス・ウッドハウス（Sir Thomas Wodehouse、1636年ごろ – 1671年4月29日、第3代準男爵サー・フィリップ・ウッドハウスの息子）と妻アン（Anne、旧姓アーミン（Armine）、1719年4月2日没、第2代準男爵サー・ウィリアム・アーミンの娘）の息子として、1669年3月23日にノーフォークのキンバリーで生まれた。1671年に父が死去すると、その遺産を継承、1681年5月6日に父方の祖父が死去すると、準男爵位を継承した。
年収約5,000ポンドの領地を所有しており、1695年イングランド総選挙でトーリー党候補として近隣のセットフォード選挙区から出馬、無投票で当選した。1度目の議員期では1696年11月に第3代準男爵サー・ジョン・フェンウィックの私権剥奪に反対票を投じ、1697年にセットフォードで橋梁の建設に出資した。1698年イングランド総選挙に出馬せず、議員を退任した。
1701年1月イングランド総選挙にも出馬しなかったが、同年にセットフォード市裁判所判事の終身任命を受けると、11月の総選挙に出馬した。この総選挙ではトーリー党候補に3人が名乗り出たが、ホイッグ党を利しないよう1人が説得されて立候補を取りやめたため、ウッドハウスは無事当選した。翌年の総選挙ではカウンティ選挙区であるノーフォーク選挙区での立候補を検討したが、結局立候補せず、議員を退任した。
1705年イングランド総選挙で三たびセットフォードから出馬して無投票で当選したが、同年の議長選挙では登院しなかった。しかし、1707年夏にセットフォードの地方自治体が裁判所命令を受け、地方議員の職を失ったホイッグ党員の多くが復帰したため、1708年イギリス総選挙ではウッドハウスの勢力が弱体化して、セットフォード選挙区で当選できなかった。その後、ウッドハウスはセットフォードにおける不動産の一部を売却した。
1710年イギリス総選挙はヘンリー・サシェヴェレルの弾劾をめぐりトーリー党有利な情勢であり、ウッドハウスは父方のおばの夫にあたる初代準男爵サー・ジェイコブ・アストリーと手を組んでノーフォーク選挙区から出馬した。ロバート・ウォルポールらホイッグ党候補2人との激戦の末、ウッドハウスとアストリーはそれぞれ3,216票（得票数1位）と3,200票（得票数2位）で当選した。3度目の議員期では1713年にフランスとの通商協定に賛成票を投じた。同年の総選挙に立候補せず、以降2度と選挙に立候補しなかった。
ジョージ1世の治世ではジャコバイトのクリストファー・レイヤー（1723年没）が作成したジャコバイト支持者リストに含まれた。
1754年8月9日に死去、次男アーミンが準男爵位を継承した。

## 家族
1700年6月17日、エリザベス・ベンソン（Elizabeth Benson、1701年1月5日没、ロバート・ベンソンの娘、初代ビングリー男爵ロバート・ベンソンの姉妹）と結婚したが、2人の間に子供はいなかった。
1705年、メアリー・ファーマー（Mary Fermor、1729年10月24日没、初代レンスター男爵ウィリアム・ファーマーの娘）と再婚、3男1女をもうけた。再婚のとき、ウッドハウスはメアリーに対し、「隠居同然の生活や田舎暮らしが好きならば、できる限り喜ばせますが、そうでなければ喜ばせられない」（if she liked retirement and a country life he would make her happy as he could, otherwise he could not be so）と述べ、メアリーは許諾して、ノーフォークの生活に満足して過ごした。
- ウィリアム（1706年? – 1737年5月13日 ロンドン） - 庶民院議員。フランシス・バサースト（Frances Bathurst、初代バサースト伯爵アレン・バサーストの娘）と結婚、子供なし[6]
- ソフィア（1738年4月没） - 1730年7月7日、第6代準男爵サー・チャールズ・モードント（英語版）と結婚、子供あり[7]
- アーミン（1714年ごろ – 1777年5月21日） - 第5代準男爵[2]
- トマス（1714年以降 – ?[8]）